# Cicer multijugum
Cicer multijugum är en ärtväxtart som beskrevs av Laurentius Josephus Gerardus Jos van der Maesen. Cicer multijugum ingår i släktet kikärter, och familjen ärtväxter. Inga underarter finns listade i Catalogue of Life.